# Carlos Yépez Naranjo
 Carlos Washington Yépez Naranjo (Pallatanga, 15 de octubre de 1972) es un eclesiástico católico ecuatoriano. Es el actual obispo de Tulcán, desde mayo de 2023.

## Biografía
Carlos Washington nació el 16 de octubre de 1972, en el cantón ecuatoriano de Pallatanga.
Realizó su formación primaria en la «Escuela Carlos María De la Condamine», y los secundarios en el «Colegio Nacional Técnico Agropecuario» de su pueblo natal, obteniendo el título de Bachiller en Agronomía.
Realizó los estudios eclesiásticos en el Seminario Mayor de Ambato. 
Tras realizar estudios en la Pontificia Universidad Gregoriana (2006-2011), obtuvo la licenciatura en Teología espiritual.

## Sacerdocio
Fue ordenando diácono el 4 de enero de 2002, en la Iglesia parroquial de su pueblo natal. Su ordenación sacerdotal fue el 26 de marzo de 2003, en la Catedral de San Pedro, a manos del obispo Víctor Corral Mantilla.
Como sacerdote desempeñó los siguientes ministerios:
- Miembro de la Comisión de Pastoral Vocacional.
- Formador en el Seminario Mayor de Riobamba.
- Párroco en San Andrés-Chambo.
- Párroco en Alausí-Sibambe.
- Vicario episcopal para la Formación permanente del Clero joven.[3]
- Delegado ad omnia del administrador apostólico, durante el tiempo de sede vacante en Riobamba (2021-2022).
- Vicario general diocesano (2021-2023).[4]
- Párroco de La Dolorosa, en Riobamba (hasta 2023).
- Miembro del Consejo Episcopal (hasta 2023).
- Capellán de la Policía Nacional y de la Cárcel de Riobamba (hasta 2023).[5]

### Episcopado
El 16 de mayo de 2023, el papa Francisco, lo nombró obispo de Tulcán. El mismo día, recibió en su nueva sede episcopal, el solideo y la cruz pectoral, a manos del obispo Danilo Echeverría Verdesoto.
Fue consagrado el 22 de julio del mismo año, en el coliseo de la Universidad Politécnica Estatal del Carchi, a manos del arzobispo Andrés Carrascosa Coso.